# Brooke Tessmacher
Brooke Nichole Adams, meglio conosciuta con il ring name di Brooke Tessmacher (Saint Louis, 4 dicembre 1984), è una wrestler e modella statunitense, nota per i suoi trascorsi nella Total Nonstop Action Wrestling tra il 2010 e il 2015, dove ha detenuto tre volte il Knockouts Championship e una volta il Knockouts Tag Team Championship con Tara.

## Carriera

### Deep South Wrestling (2006–2007)

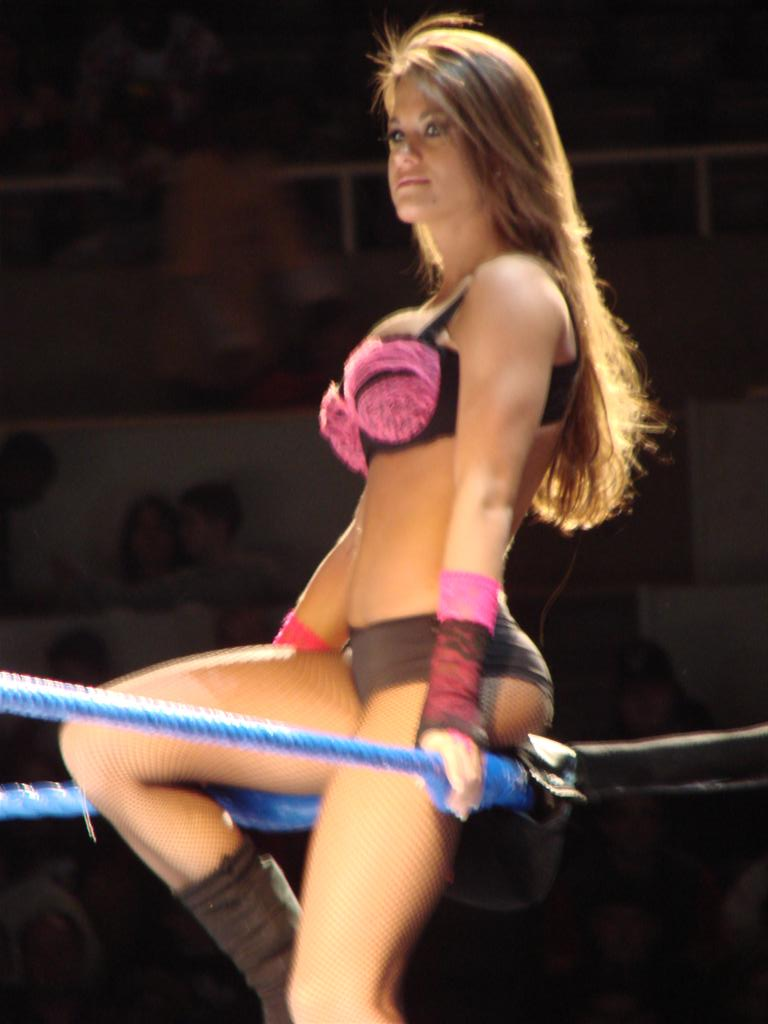
Brooke Tessmacher in WWE nel 2007

Esordisce nel mondo del wrestling nel 2006, partecipando al concorso RAW Diva Search, indetto dalla WWE. Pur non classificandosi tra le otto finaliste, è comunque inviata nella Ohio Valley Wrestling insieme a Maryse Ouellet. Si trasferisce alla Deep South Wrestling per un contratto di sviluppo, inizialmente come valletta per Daniel Rodimer. Quando Rodimer è assegnato al roster principale, la Adams inizia la sua carriera da wrestler attiva. Il suo debutto nel ring è nel dicembre 2006 al TV Show della DSW, dove perde contro Angel Williams.

### World Wrestling Entertainment (2007)
Il 23 gennaio 2007 debutta nel Roster della ECW insieme a Kelly Kelly e Layla nell'Extreme Exposé. Adams continua a combattere nella DSW, partecipando a un feud assieme ad Angel Williams e Krissy Vaine; al termine della faida, passa definitivamente alla WWE. Combatte il suo primo match nel main roster il 28 maggio a Raw, in un "Memorial Day Bikini Beach Splash Battle Royal", vinto da Michelle McCool, che vedeva protagoniste le Diva di tutti e tre i roster WWE. Il 28 agosto debutta in un pay-per-view a SummerSlam in una Battle Royal. Il 29 ottobre, a Raw, perde un'altra Divas Halloween Battle Royal in favore di Kelly Kelly. Il 1º novembre 2007 Tessmacher viene licenziata dalla WWE .

### Total Nonstop Action (2010–2015)

#### Alleanza con Tara (2010–2011)

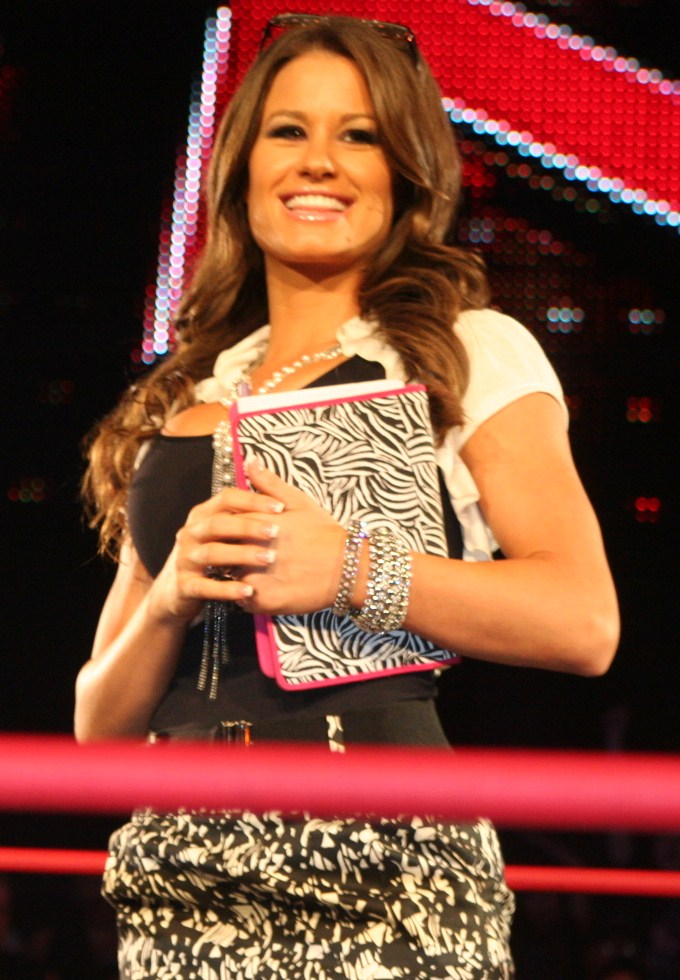
Brooke Tessmacher nel 2010

Tessmacher debuttò in Total Nonstop Action Wrestling il 29 marzo 2010 come assistente di Eric Bischoff con il nome di Miss Teschmacher. Nell'episodio di Impact! del 14 ottobre 2010, Bischoff la licenziò perché responsabile di uno scambio di informazioni segrete, comunicandole che se voleva rimanere in TNA avrebbe dovuto imparare a combattere. La settimana seguente, Miss Tessmacher si rivolse alle Beautiful People affinché le insegnassero a combattere, ma queste ultime rifiutarono a causa di alcune divergenze passate. La settimana successiva venne rivelato che Lacey Von Erich aveva accettato di allenare Miss Tessmacher. Nell'episodio di Impact! del 16 dicembre, debuttò sul ring facendo squadra con Mickie James contro Madison Rayne e Tara, ma perse.
Nel periodo natalizio subì un infortunio al di fuori del lavoro che la tenne lontana dalle scene per alcuni mesi. Nell'episodio di Xplosion del 5 gennaio, perse contro Sarita. Ritornò nell'episodio di IMPACT! del 5 maggio, dove venne sconfitta da Mickie James. Nell'episodio di IMPACT! del 12 maggio, Miss Tessmacher e Mickie James ebbero la meglio su Madison Rayne e Tara. Nell'episodio di IMPACT! del 19 maggio, insieme a Mickie James e Tara batterono Madison Rayne, Sarita e Rosita. Nell'episodio di IMPACT! del 2 giugno, perse contro Angelina Love. Nell'episodio di IMPACT! del 16 giugno, Tessmacher e Velvet Sky tentarono di conquistare le cinture Tag Team contro Rosita e Sarita, ma persero.

#### Regni titolati (2011–2013)

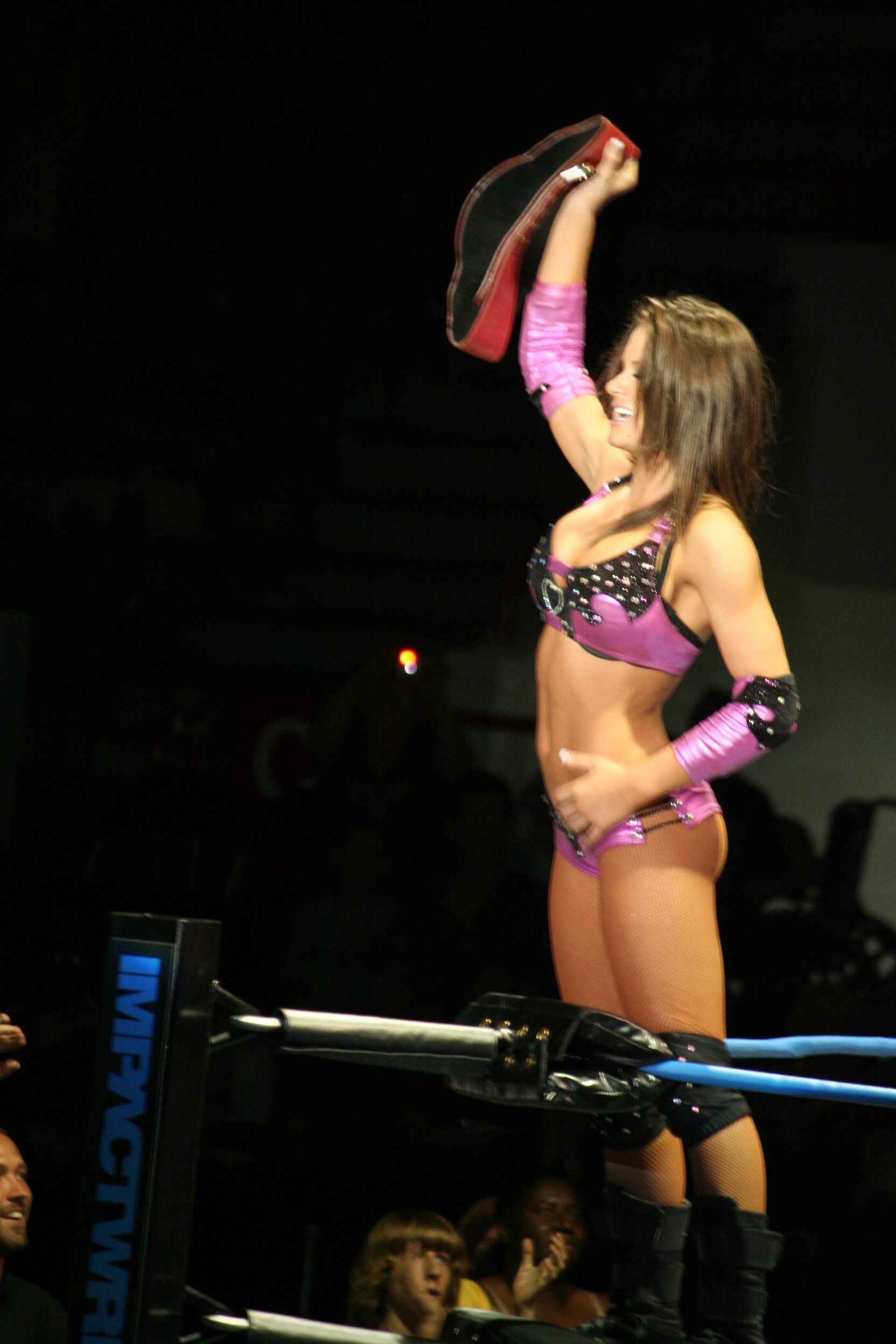
Brooke Tessmacher nel 2011 con il titolo di TNA Knockouts Tag Team Champion

Nell'episodio di Impact! del 21 luglio, Miss Tessmacher e Tara, conosciute come le TnT, sconfissero Sarita e Rosita vincendo il Knockouts Tag Team Championship. Nell'episodio di IMPACT! del 4 agosto, batté Madison Rayne. Al pay-per-view di Hardcore Justice,  Miss Tessmacher e Tara conservarono i titoli di coppia battendo Sarita e Rosita. La settimana seguente Miss Tessmacher cambiò nome in Brooke Tessmacher. Nell'episodio di IMPACT! dell'11 agosto, Brooke e Tara batterono anche Jackie Moore e ODB. Nell'episodio di IMPACT! del 20 ottobre, insieme a Tara, ebbero la meglio su Angelina Love e Winter. Nell'episodio di Xplosion del 1º novembre, perse contro Madison Rayne. Nell'episodio di IMPACT! del 3 novembre, Brooke Tessmacher e Tara persero il Tag Team Champion in favore di Madison Rayne e la rientrante Gail Kim. Nell'episodio di IMPACT! del 16 febbraio perse una Battle Royal in favore di Madison Rayne. Nell'episodio di IMPACT! del 26 aprile, batté Gail Kim.
Nell'episodio di IMPACT! del 10 maggio, batté anche Velvet Sky. Al pay-per-view Sacrifice, perse contro Gail Kim non riuscendo a conquistare la cintura. Nell'episodio di IMPACT! del 7 giugno, diventò la nuova sfidante al titolo vincendo un Fatal-4-Way Match. Al pay-per-view Slammiversary sconfisse Gail Kim conquistando il TNA Knockouts Championship. Nell'episodio di IMPACT! del 16 giugno, batté Madison Rayne. Nell'episodio di IMPACT! del 21 giugno, difese la cintura battendo Mickie James. Nell'episodio di IMPACT! del 5 luglio, Brooke e Tara batterono Gail Kim e Madison Rayne. Nell'episodio di IMPACT! del 12 luglio, batté Gail Kim e conservò il titolo. Ad Hardcore Justice perse il titolo contro Madison Rayne. Nell'episodio di IMPACT! del 16 agosto, riconquistò il TNA Knockouts Championship. Nell'episodio di Impact! del 23 agosto, perse contro Tara. Al pay-per-view No Surrender, sconfisse Tara e rimase campionessa.
Nell'episodio di IMPACT! del 4 ottobre, insieme ad ODB perse contro Gail Kim e Tara. Nell'episodio di Impact! dell'11 ottobre, sconfisse Gail Kim. Al pay-per-view Bound for Glory, perse il titolo contro Tara. Nell'episodio di IMPACT! del 25 ottobre, ebbe luogo il re-match dove ne uscì sempre vittoriosa Tara. Nell'episodio di IMPACT! del 15 novembre, non riuscì a diventare la nuova contendente al titolo perdendo una Battle Royal in favore di Mickie James. Nell'episodio di IMPACT! del 27 dicembre, venne sconfitta da Gail Kim. Nell'episodio di IMPACT! del 3 gennaio, Brooke e Mickie James batterono il team formato da Gail Kim e Tara. Al pay-per-view Genesis, perse una Battle Royal che venne vinta da Velvet Sky e divenne la nuova sfidante al titolo detenuto da Tara. Nell'episodio di IMPACT! del 7 febbraio, batté Tara. Nell'episodio di IMPACT! del 21 febbraio, perse un Fatal-4-Way Match per il Knockouts Champion che venne vinto da Velvet Sky che diventò la nuova campionessa. Nell'episodio di IMPACT! del 18 aprile, perse contro Mickie James e diventò la nuova sfidante alla cintura.

#### Aces & Eights (2013–2014)

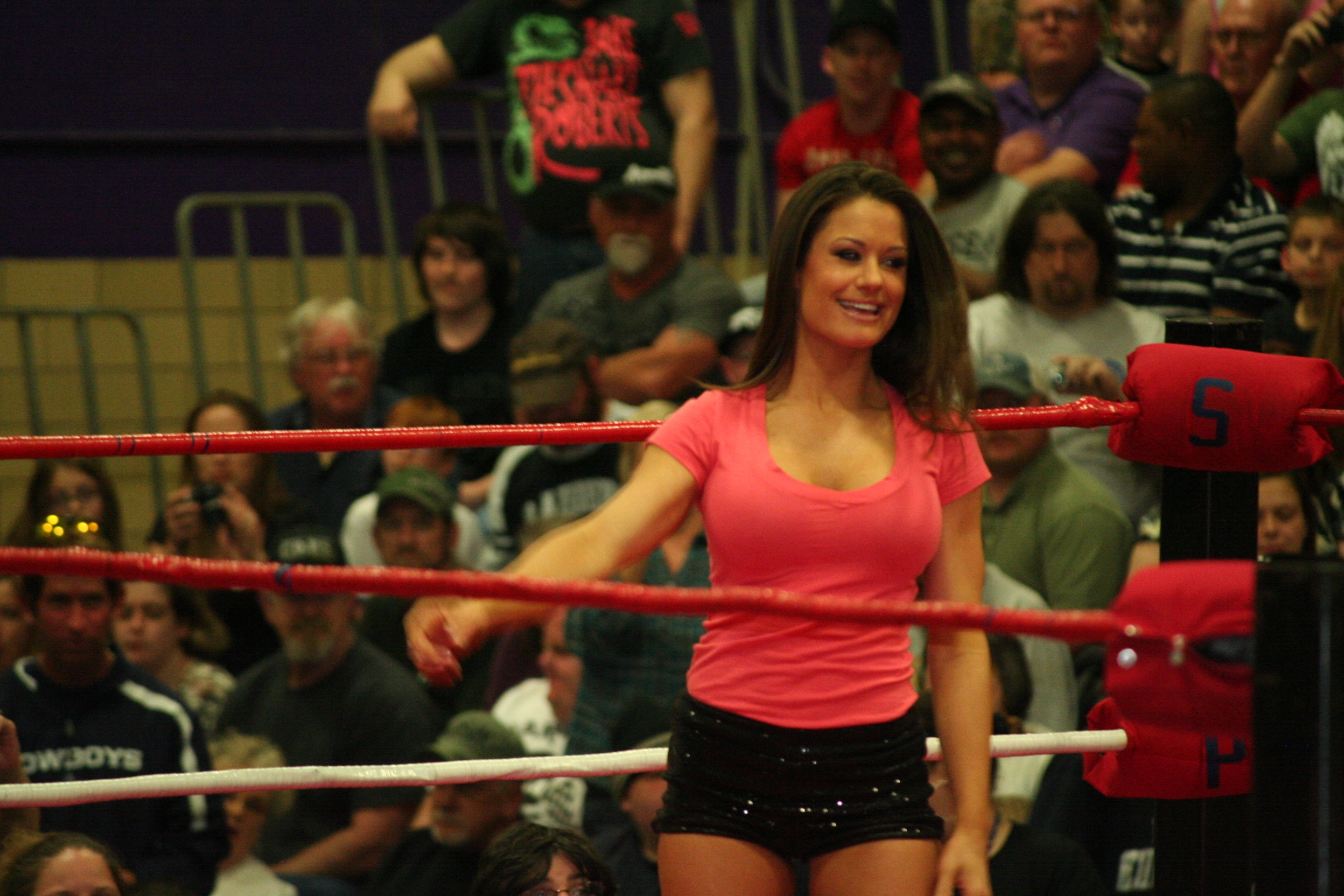
Brooke Tessmacher nel 2013

Ritorna nell'episodio di Impact! del 22 agosto, come nuovo membro degli Aces & Eights, effettuando un turn heel. Al PPV One Night Only TNA Knockout Knockdown sconfigge Santana Garrett. Nella stessa serata partecipa ad una Battle Royale, venendo eliminata. Nell'episodio di IMPACT! del 10 ottobre, Brooke batte Velvet Sky. Al pay-per-view Bound for Glory, perde un Triple Threat Match per il Knockouts Champion detenuto da ODB che viene vinto da Gail Kim, che diventa la nuova campionessa grazie anche all'intervento di Lei'D Tapa. Nell'episodio di IMPACT! del 24 ottobre, insieme a Gail Kim battono ODB e Velvet Sky. Nell'episodio di IMPACT! del 26 dicembre, chiude la sua relazione con Bully Ray. In seguito alla rottura, rimane fuori dalle scene per sei mesi.

#### Varie faide e rilascio (2014–2015)
Dopo sei lunghi mesi di pausa, Brooke ritorna nell'episodio di Impact! del 12 giugno, in un segmento nel ring con Ethan Carter III e Rockstar Spud. I due cercano di farle rivelare il segreto di Bully Ray ma lei rifiuta, tgirando il volto. Ray appare poi sul ring e abbraccia Brooke. Nell'episodio di Impact! del 7 gennaio, ritorna attaccando Robbie E. e inizia una rivalità con lui. Nell'episodio di Impact! del 16 gennaio, lotta in coppia con Taryn Terrell ma vengono sconfitte dalle Beautiful People, Angelina Love e Velvet Sky. Nell'episodio di Impact! del 27 febbraio, perde un mixed tag match insieme a Chris contro Angelina Love e Robbie E. Nell'episodio di Impact! del 13 marzo, sconfigge Robbie E, vendicandosi. Nell'episodio di Impact! del 27 marzo, viene battuta da Awesome Kong. Nell'episodio di Impact! del 24 aprile, diventa la nuova N°1 Contender al Knockout Championship vincendo un Fatal-4-Way Match contro Angelina Love, Gail Kim e Madison Rayne. Nell'episodio di Impact! del 29 luglio, batte Marti Bell difendendo la cintura.
Lascia la TNA nel novembre del 2015 per scadenza di contratto. Successivamente si scoprirà che la vera ragione del suo rilascio è la gravidanza, resa pubblica solamente nel febbraio del 2016.

### Ritorno in TNA/Impact Wrestling (2017)
Il 7 gennaio 2017, durante le registrazioni dell'episodio di Impact! del 19 gennaio, tornò in TNA, sconfiggendo Deonna Purrazzo e dopo il match fu attaccata da Sienna. Ciò portò a un match tra le due, dove Sienna sconfisse Brooke dopo l'interferenza di Maria Kanellis. Il 16 febbraio ottenne la rivincita su Sienna. L'8 giugno 2017, durante una video chat live su Facebook, dichiarò di non essere più sotto contratto con Impact!.

## Altre attività
Nell'aprile del 2007 ha partecipato al video musicale di Throw It on Me di Timbaland insieme alle colleghe Ashley Massaro, Kelly Kelly, Layla El, Maryse Ouellet e Torrie Wilson.

## Personaggio

### Mosse finali
- Butterface Maker (Sitout facebuster)
- Spinning headlock elbow drop
- Tess-Shocker (Belly-to-back facebuster)

### Manager
- Tara

### Wrestler assistiti
- Bully Ray
- Dan Rodimer
- Tara

### Soprannomi
- "The First Lady of Aces & Eights"

### Musiche d'entrata
- Holla di Desiree Jackson (WWE; 2007; usata come membro dell'Extreme Exposé)
- I Tease, U Touch di Goldy Locks (TNA; 22 settembre 2011–18 aprile 2013)
- Deadman's Hand (Instrumental) di Dale Oliver (TNA; 22 agosto 2013–21 novembre 2013; usata da quando fa parte degli Aces & Eights)
- Burning Eyes di Christy Hemme (TNA; 19 dicembre 2013–giugno 2014)
- Girls Gotta Booty di Christy Hemme (TNA; giugno 2014–2015; 2017)

## Riconoscimenti
- Pro Wrestling Illustrated
  - 7ª tra le 50 migliori wrestler femminili nella PWI Female 50 (2012)
- Total Nonstop Action Wrestling
  - TNA Knockouts Championship (3)
  - TNA Knockouts Tag Team Championship (1) – con Tara
- Wrestling Observer Newsletter
  - Worst Gimmick (2013) con Aces & Eights